# Liên Hoa Than

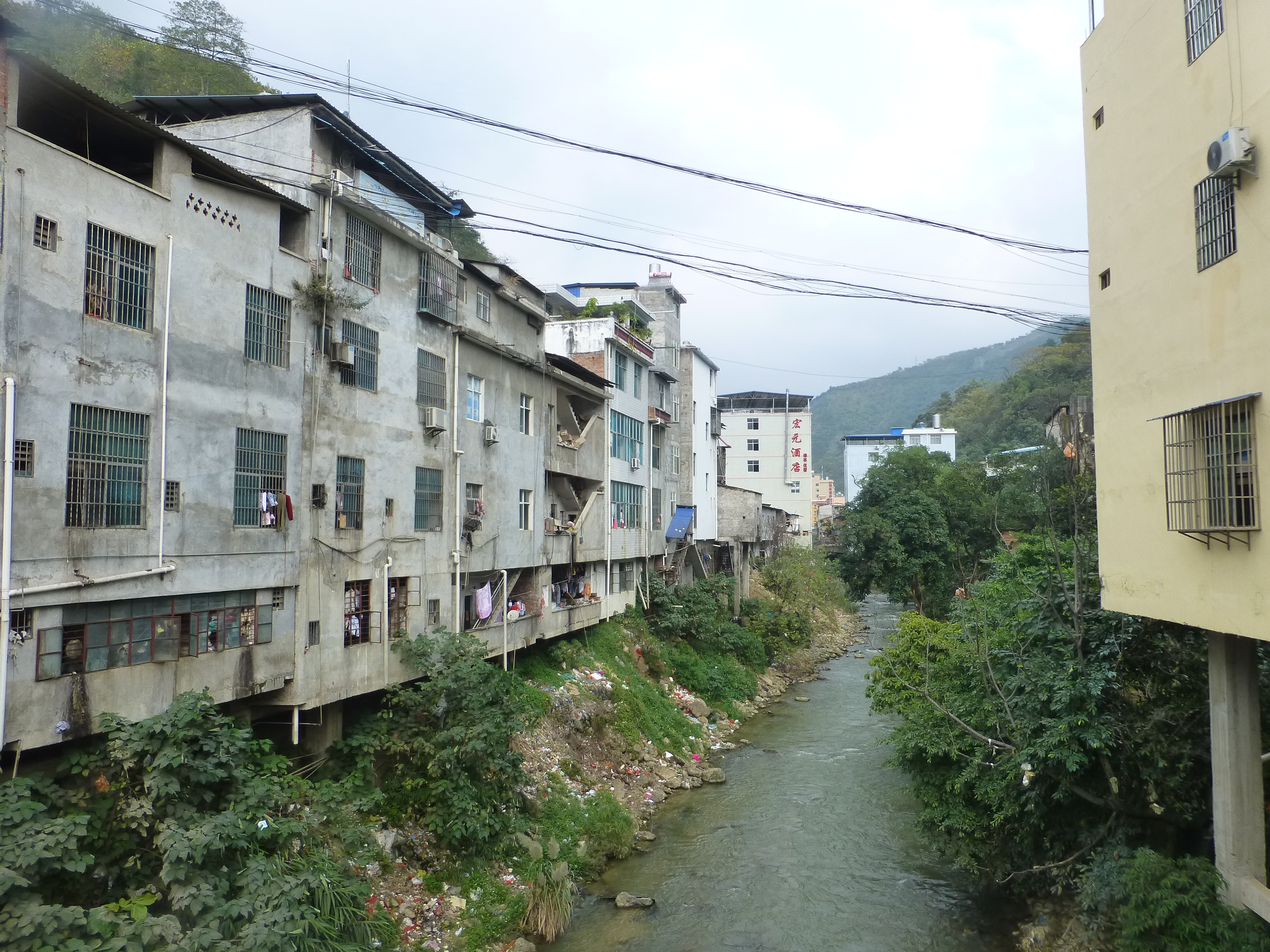
Quang cảnh hương Liên Hoa Than ở hai bên suối Tân Hiện Hà (新现河), phụ lưu bên bờ trái của thượng nguồn sông Hồng.

Liên Hoa Than, (chữ Hánː 莲花滩), dịch nghĩa tiếng Việt là ghềnh/thác hoa sen hay ghềnh Liên Hoa, là một hương của huyện Hà Khẩu châu Hồng Hà tỉnh Vân Nam Trung Quốc.

## Hành chính
Liên Hoa Than có 6 thôn làng sauː Liên Hoa Than (莲花滩), Can Long Tỉnh (干龙井), Trung Lĩnh Cương (中岭岗), Thạch Bản Trại (石板寨), Kiết Mã (嘎马), Địa Cốc Bạch (地谷白).

## Lịch sử

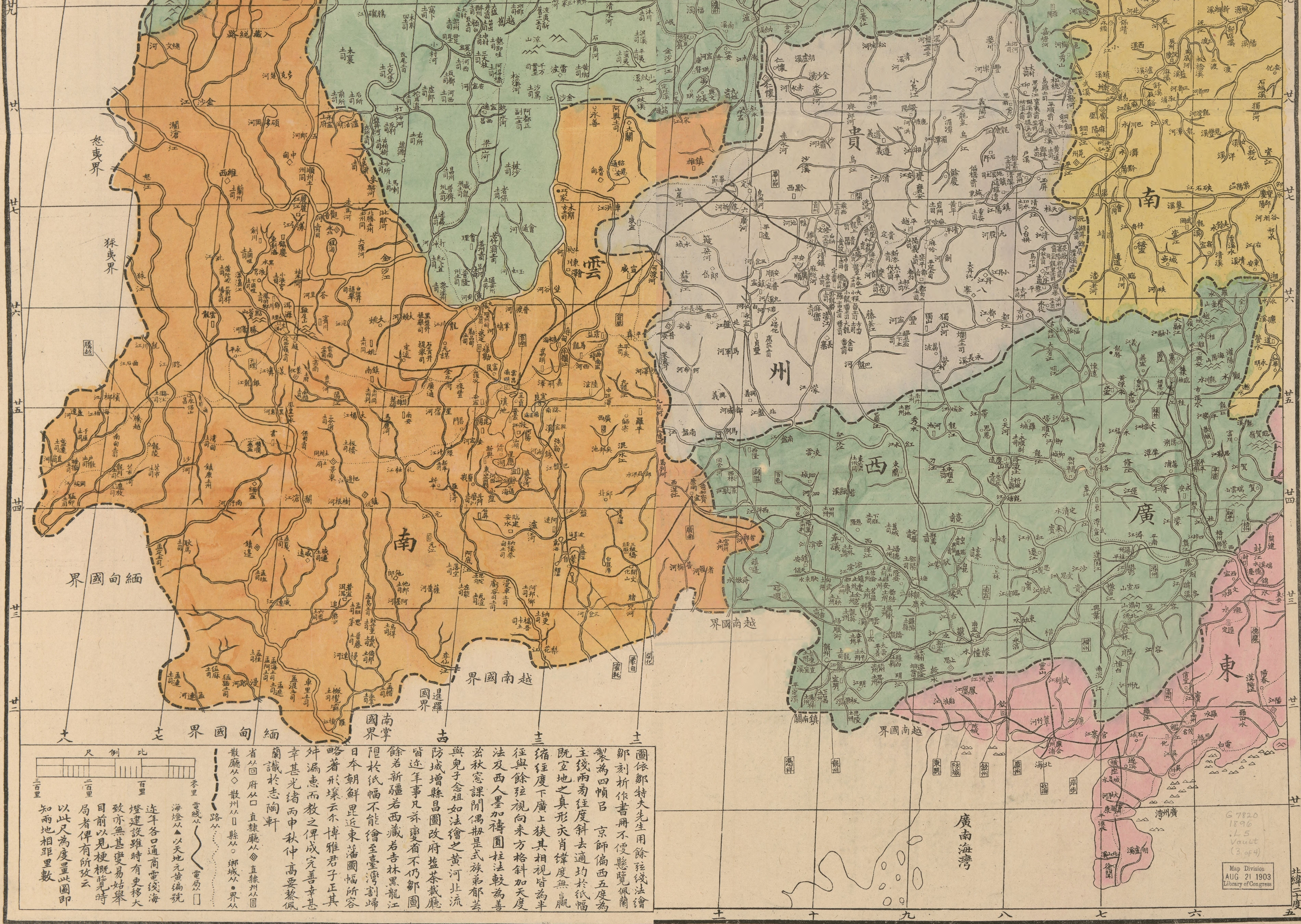
Bản đồ vùng lãnh thổ Đại Thanh tiếp giáp biên giới với Việt Nam năm 1896. Đoạn sông Hồng chảy qua Liên Hoa Than thời này có tên là Lê Hoa Hà (棃花河).

Địa danh Liên Hoa Than tức hương Liên Hoa Than huyện Hà Khẩu ngày nay, được các nhà sử học Việt Nam thời nhà Nguyễn cho rằng là vùng đất cửa ải Lê Hoa trên biên giới giữa Đại Minh và Đại Việt, và là đất địa đầu của Đại Việt. Đại Việt thu lại được sau trận ải Lê Hoa, nghĩa quân Lam Sơn của Lê Lợi do Phạm Văn Xảo và Trịnh Khả đánh bại quân Vân Nam của nhà Minh do Mộc Thạnh chỉ huy. Rồi lại mất về lãnh thổ nhà Thanh Trung Quốc (thuộc huyện Mông Tự Vân Nam) vào thời Lê trung hưng (khoẳng năm 1688). Nguyễn Văn Siêu trong Đại Việt địa dư toàn biên chép: "Vũ Văn Uyên (武文淵) cuối năm Quang Thiệu (1522), ứng mộ đánh giặc [nhà Mạc], có nhiều chiến công. Vua Chiêu Tông phong cho làm Tuyên Quang đô thống sứ Ty Đô thống sứ (tước Khánh Dương hầu), [đóng ở các nơi] thành Nghị Lang (thành Nghị Lang chưa thể khảo cứu nằm ở đâu), gành Liên Hoa (莲花滩). Xét Quốc sử chép rằng Mộc Thạnh chống nhau với Phạm Văn Xảo ở Lê Hoa, và chú rằng cửa Lê Hoa (棃花關) ở huyện Mông Tự (蒙自) tỉnh Vân Nam. đất ấy có gành Liên Hoa. Thành Nghị Lang có lẽ nay đã mất về Vân Nam...". Trong Việt sử tân biên, Phạm Văn Sơn khi giới thiệu và chú giải cho bản đồ "Đại Việt quốc tổng lãm đồ" có chú thích các địa danh ải Liên Hoa (連花隘) cùng với Thủy Vĩ (水尾) nằm ở tận cùng phía trái bản đồ.

Địa danh ải Liên Hoa (連花隘), nguyên là ải Lê Hoa thời thuộc Minh và đầu thời nhà Lê Sơ, trong bản đồ Đại Việt quốc tổng lãm đồ (大越國總覽圖) thời nhà Lê-Trịnh.